# Emir Yoma
Emir Yoma (Nonogasta, Provincia de La Rioja, Argentina, 1 de noviembre de 1947) es un empresario argentino, que se desempeñó como uno de los principales asesores de Carlos Menem durante su presidencia. Su hermana Zulema estaba casada con Menem. Asimismo, otra hermana, Amira, también ocupó posiciones en el gobierno menemista. Se vio involucrado en diversos escándalos por corrupción, que luego derivarían en causas judiciales, entre ellos el Swiftgate que lo hizo renunciar oficialmente como asesor presidencial en 1991.

## Carrera
Nació en Nonogasta, hijo de un matrimonio de origen sirio, el octavo hijo de diez. En su juventud, acompañó a su hermana Zulema en su primera cita con Carlos Menem y era quien cubría las salidas de aquella pareja frente a sus padres.
Era administrador de una curtiembre, propiedad de la familia, en Chilecito, La Rioja, que alcanzó su máximo nivel de exportaciones en la década de 1990. Sin embargo, en 2007 arrastraba deudas millonarias contraídas en aquella década con bancos públicos, como el Banco Nación, que llevaron a la curtiembre a la quiebra.

## Escándalos

### Swiftgate
En diciembre de 1990, Emir Yoma fue señalado como gestor para coimas para la liberación de impuestos de maquinarias del frigorífico Swift por una denuncia del Embajador estadounidense en Argentina, Terence Todman. El escándalo llevó a su renuncia oficial como asesor presidencial, como de Antonio Erman González.

### Yomagate
En 1998 su secretaria privada Lourdes Di Natale lo vinculó con el escándalo conocido como Yomagate, como quien, junto con otros funcionarios, se encargaron de resolver las cuestiones penales en el Poder Judicial.

### Yacyretá
El director argentino de la Represa Hidroeléctrica Yacyretá-Apipé, Osvaldo Torres, denunció en 1996 que Yoma realizó gestiones para favorecer a la empresa alemana Siemens AG para la colocación de generadores en dicha hidroeléctrica. Tras la denuncia se formó una comisión bicameral en el Congreso argentino, que no tuvo mayores avances en las investigaciones.

### Causa por venta ilegal de armas
Se vio implicado en la causa de venta ilegal de armas a Ecuador y Croacia. Su secretaria privada, Lourdes Di Natale fue la testigo clave que hizo públicas las maniobras que terminarían con la detención de Yoma en 2001, señalado como el líder de la banda encargada del tráfico de armas. Tras seis meses en prisión por orden de juez federal Jorge Urso, fue liberado tras ser revocada la decisión por la Suprema Corte de Justicia. Di Natale falleció en 2003 tras caer de un décimo piso, dándose especulaciones sobre si se trató de un suicidio u homicidio.
En 2011 fue condenado a prisión, pero luego sobreseído por Sala I de la Cámara de Casación en 2013.